# Barendrecht
Barendrecht é uma cidade holandesa pertencente à província da Holanda do Sul.
Em maio de 2014, tinha uma população de, aproximadamente, 47 442 habitantes.